# Brigada »Garibaldi Friuli«
Brigada »Garibaldi Friuli«  je bila brigada v sestavi Narodnoosvobodilne vojske in partizanskih odredov Jugoslavije in ki je delovala med drugo svetovno vojno na področju Kraljevine Jugoslavije.